# Mohamed Abu Abdullah
Mohamed Abu Abdullah (ur. 1 marca 1981) – banglijski lekkoatleta, sprinter, olimpijczyk z Pekinu.
Na igrzyskach w Pekinie startował w biegu na 100 metrów mężczyzn - odpadł w kwalifikacjach z czasem 11,07 s.

## Rekordy życiowe
| Dystans            | Wynik | Miejsce | Data             |
| ------------------ | ----- | ------- | ---------------- |
| bieg na 60 metrów  | 7.04  | Teheran | 6 lutego 2004    |
| bieg na 100 metrów | 11.07 | Pekin   | 15 sierpnia 2008 |
| bieg na 200 metrów | 23.44 | Teheran | 7 lutego 2004    |